# مزرعة هندوية (سروستان)
مزرعة هندویة (بالفارسية: مزرعه هندویه) هي منطقة سكنية تقع في إيران في فارس. يقدر عدد سكانها بـ 99 نسمة .